# Atraphaxis compacta
Atraphaxis compacta Ledeb. – gatunek rośliny z rodziny rdestowatych (Polygonaceae Juss.). Występuje naturalnie w Tadżykistanie, Turkmenistanie, Uzbekistanie, Kazachstanie, Kirgistanie, Mongolii, południowej Rosji oraz zachodnich Chinach (w regionie autonomicznym Sinciang). 

## Morfologia
PokrójZrzucający liście krzew dorastający do 30–80 cm wysokości. Gałęzie są kolczaste.
LiścieBlaszka liściowa jest niemal siedząca, skórzasta i ma kształt od eliptycznego do owalnego. Mierzy 3–7 mm długości oraz 3–5 mm szerokości, o klinowej nasadzie i tępym wierzchołku. Gatka ma obły kształt i dorasta do 2–3 mm długości.
KwiatyZebrane w grona, rozwijają się na szczytach pędów. Listki okwiatu mają kształt od owalnego do podłużnie owalnego i różową barwę, mierzy do 2–3 mm długości.
OwoceNiełupki o jajowatym kształcie.

## Biologia i ekologia
Rośnie na polach uprawnych, nieużytkach oraz pustyniach. Występuje na wysokości do 1800 m n.p.m. Kwitnie od maja do września.